# Nationalpark El Guácharo
Der Nationalpark El Guácharo (spanisch: Parque Nacional El Guácharo) befindet sich ca. 12 km vom Dorf Caripe im Bundesstaat Monagas in der Republik Venezuela entfernt. Herzstück des Nationalparks ist die große Tropfsteinhöhle Cueva del Guácharo.
Alexander von Humboldt und sein Freund, der junge Arzt und Botaniker Aimé Bonpland, erforschten am 18. September 1799 den vorderen Abschnitt (die ersten 472 m der Höhle) dieser mit (mind.) 10,2 km Länge größten Tropfsteinhöhle Südamerikas.
Humboldt erkannte, dass tausende von Fettschwalme (spanisch: guácharos; wissenschaftlicher Name Steatornis caripensis), welche in der Höhle leben, zu einer unbekannten Vogelart gehören. Humboldt benannte die fruchtfressende, nachtaktive Art nach dem Dorf Caripe. Sie schossen zwei Exemplare und Humboldt berichtete, dass die Einwohner die Jungvögel kurz vor dem Flüggewerden sammeln und aus ihnen durch stundenlanges Kochen Öl gewinnen, daher rührt auch der englische Name „Oilbird“.

## Die Höhle »Cueva del Guácharo«

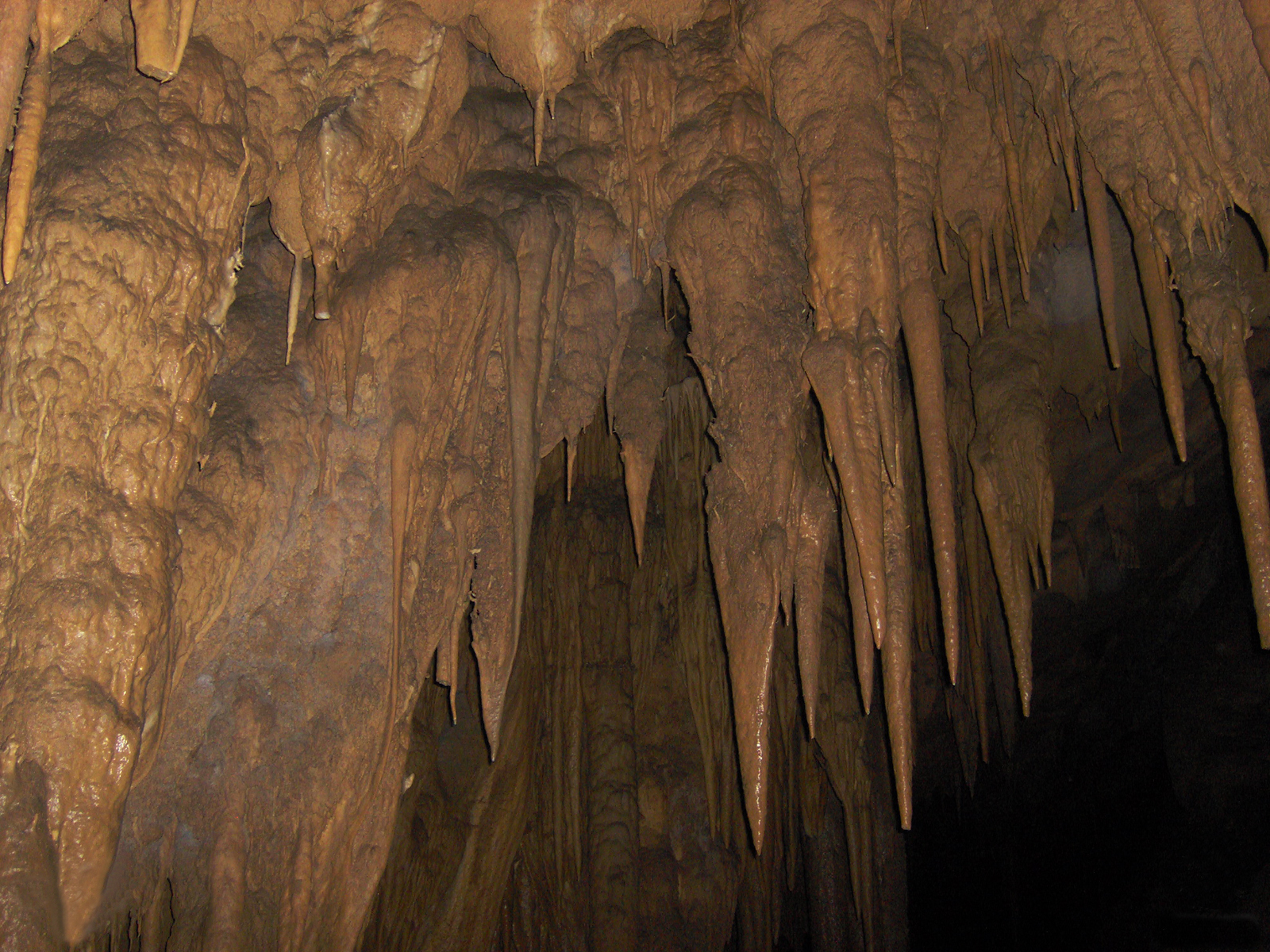
Im Innern der Höhle

Die Höhle ist eine Tropfsteinhöhle mit über 10 km Länge, mit einer Reihe von großen Kammern und spektakulären Felsformationen. Die Temperatur im Inneren der Höhle bleibt im Allgemeinen um die 19 °C und die Feuchtigkeit bei 100 %.
Der Eingang der Höhle ist 23 m hoch und 28 m breit.
Es gibt Führungen in Gruppen von 10 Personen. Ein erster Abschnitt von 1500 m kann normal besucht werden. Dabei passiert man die Halle Humboldt und die Galerie der Stille (mit Formationen wie Cardón, Carmen's Virgin und Guard's Angel) und läuft bis zur Halle der Sublime (Erhabenheit), wo zahlreiche Stalaktiten und Stalagmiten durch die ständige Wirkung des Wassers gebildet wurden.
Für tiefergehende Erkundungen benötigt man eine Sondergenehmigung.

## Fettschwalme

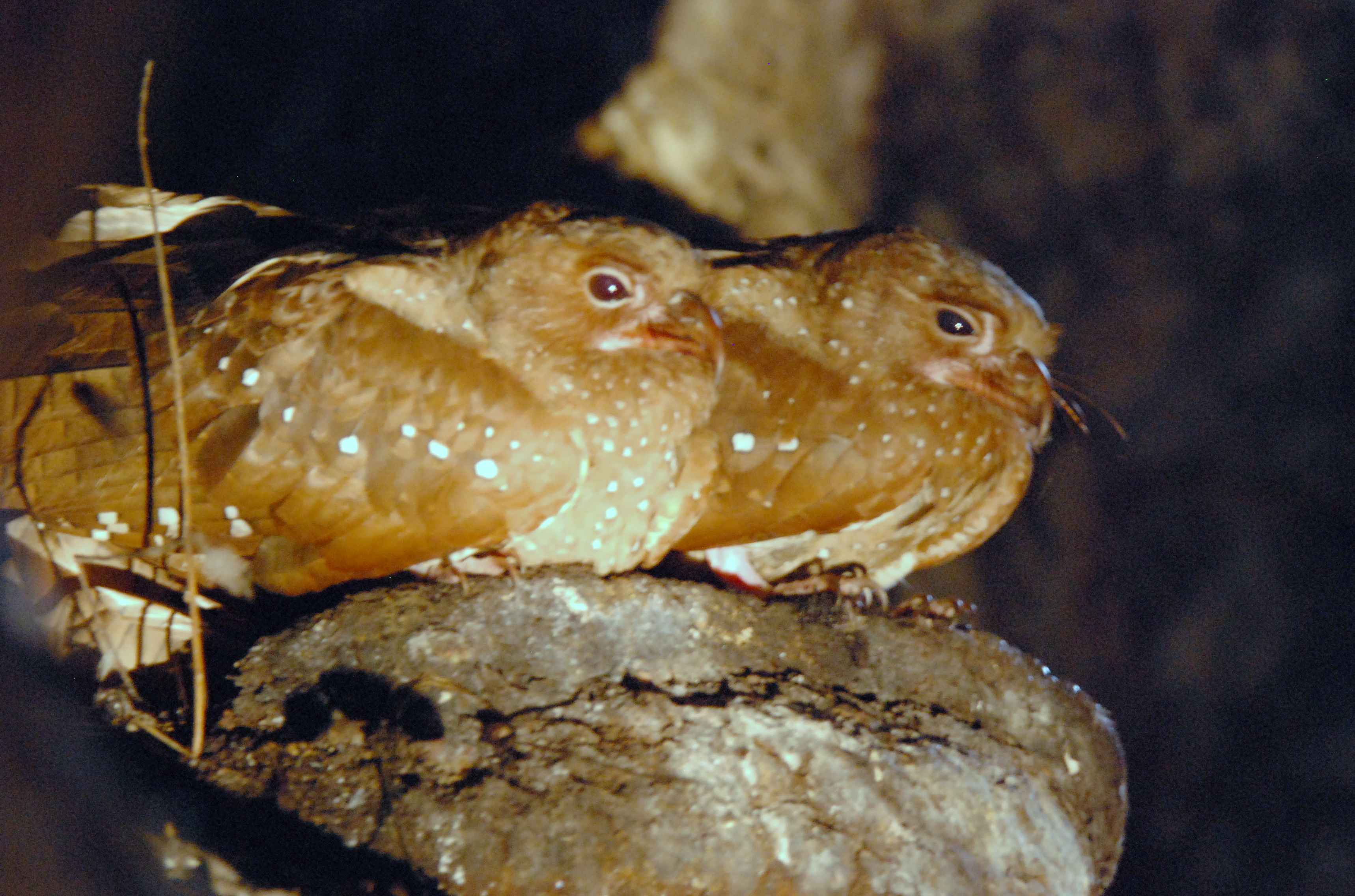
Zwei Fettschwalme

Fettschwalme sind früchtefressende Vögel, die im ersten Abschnitt der Höhle leben. Die Vögel produzieren eine organische Schicht in der Höhle genannt Guano, diese wird von Exkrementen und erbrochenen Samen gebildet, welche die grundlegenden Nährstoffe für das Ökosystem in der Höhle schaffen.
Das bedeutendste tägliche Ereignis im Park geschieht in der Abenddämmerung, wenn die Vögel auf der Suche nach Nahrung die Höhle in großen Schwärmen verlassen.

## Schutz
Die Höhle wurde nach dem Decret N.º 180 am 15. Juli 1949 zu Venezuelas erstem Naturmonument „Monumento Natural Alejandro de Humboldt“ erklärt.
Der Nationalpark wurde am 27. Mai 1975 eingerichtet, um die Höhle und das sie umgebende Waldökosystem, in dem die Fettschwalme auf Nahrungssuche gehen, zu schützen. Die Höhenlage des Nationalparks beträgt zwischen 900 und 2340 m. Es gibt 367 Vogelarten im Nationalpark, welcher auch ein Important Bird Area (IBA) ist. Obwohl die Fettschwalme nicht vom Aussterben bedroht sind, fallen mehrere andere Standvögel im Gebiet in diese Kategorie, zum Beispiel der Trauerhakenschnabel (Diglossa venezuelensis) und die Berlepschsylphe (Aglaiocercus berlepschi). Der Nationalpark ist Teil der Cordillera de Caripe, Alliance for Zero Extinction (AZE), zusammen mit einem anderen IBA der Zona Protectora Macizo Montañoso del Turimiquire.

## Humboldt-Museum
Nahe dem Höhleneingang befindet sich ein Humboldt-Museum. Es bietet Informationen über die Höhle, den Nationalpark, die Fettschwalme (guácharo) und Alexander von Humboldt.